# Liste der Biografien/Nab
Liste der Biografien |
Portal Biografien |
Personensuche
# |
A |
B |
C |
D |
E |
F |
G |
H |
I |
J |
K |
L |
M |
N |
O |
P |
Q |
R |
S |
T |
U |
V |
W |
X |
Y |
Z |
?
 
Na |
Nb |
Nc |
Nd |
Ne |
Nf |
Ng |
Nh |
Ni |
Nj |
Nk |
Nl |
Nm |
Nn |
No |
Nr |
Ns |
Nt |
Nu |
Nv |
Nw |
Nx |
Ny |
Nz
 
Naa |
Nab |
Nac |
Nad |
Nae |
Naf |
Nag |
Nah |
Nai |
Naj |
Nak |
Nal |
Nam |
Nan |
Nao |
Nap |
Naq |
Nar |
Nas |
Nat |
Nau |
Nav |
Naw |
Nax |
Nay |
Naz
Die Liste der Biografien führt alle Personen auf, die in der deutschsprachigen Wikipedia einen Artikel haben. Dieses ist eine Teilliste mit 153 Einträgen von Personen, deren Namen mit den Buchstaben „Nab“ beginnt.

## Nab

### Naba
- Nabaa, Philippe (1907–1967), libanesischer Geistlicher, Erzbischof von Beirut und Jbeil
- Nabab, Livio (* 1988), französischer Fußballspieler
- Nababkin, Kirill Anatoljewitsch (* 1986), russischer Fußballspieler
- Nabadda, Shamirah (* 1991), ugandische Fußballschiedsrichterin
- Nabagesera, Kasha Jacqueline (* 1980), ugandische LGBT-Menschenrechtsaktivistin
- Nabakowski, Gislind (* 1945), deutsche Verlegerin, Kunst- und Literaturwissenschaftlerin
- Naban, Ismaila, gambischer Journalist
- Nabarawi, Saiza (1897–1985), ägyptische Feministin
- Nabarzanes, Hofmarschall des Dareios III.
- Nabat Aşurbəyova (1795–1912), aserbaidschanische Philanthropin
- Nabat Yuhan'im, Herrscher von Qataban
- Nabati, Abu l-Abbas an- (1165–1239), andalusischer Mediziner, Pharmazeut, Botaniker und Theologe
- Nabatov, Simon (* 1959), US-amerikanisch-russischer Pianist (Jazz)
- Nabaty, Tamir (* 1991), israelischer Schachspieler
- Näbauer, Martha (1914–1997), deutsche Mathematikerin und Hochschullehrerin
- Näbauer, Martin (1879–1950), deutscher Geodät und Hochschullehrer an der TH München
- Näbauer, Martin (1919–1962), deutscher Physiker
- Nabavi, Behzad (* 1941), iranischer Geistlicher und Politiker
- Nabavi, Ebrahim (1958–2025), iranischer Journalist, Schriftsteller und Satiriker
- Nabavi, Gita (* 1982), schwedische Ingenieurin und Politikerin
- Nabay, Janka (1964–2018), sierra-leonischer Sänger, Komponist und Bandleader

### Nabb
- Nabb, Magdalen (1947–2007), britische Krimi- und Jugendbuchautorin
- Nabbanja, Robinah (* 1969), ugandische Pädagogin und Politikerin
- Nabben, Alexander (1953–2018), deutscher Vegetarier und Sachbuchautor
- Nabben, Pol (* 1983), niederländischer Radrennfahrer
- Nabbout, Andrew (* 1992), australischer Fußballspieler

### Nabe
- Nabe, Cédric (* 1983), Schweizer Leichtathlet
- Nabé, Demba (1972–2018), deutscher Reggae- und Hip-Hop-SängerDemba Nabé (1972–2018)

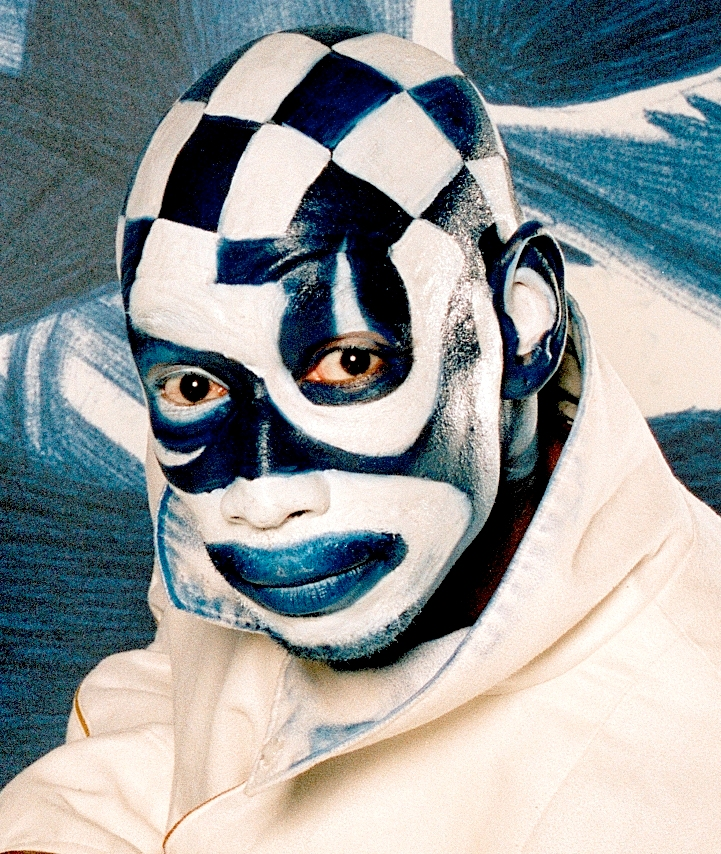
Demba Nabé (1972–2018)

- Nabe, Marc-Édouard (* 1958), französischer Schriftsteller, Jazzgitarrist und Maler
- Nabein, Klaus-Peter (1960–2009), deutscher Mittel- und Langstreckenläufer
- Nabejew, Nijas Gabdulchanowitsch (* 1989), russischer Nordischer Kombinierer
- Nabekura, Nami (* 1997), japanische Judoka
- Nabel, Konrad (1950–2021), deutscher Politiker (SPD), MdL
- Nabenia, Samuela (* 1995), fidschianischer Fußballspieler
- Naber, Aaron (* 1982), US-amerikanischer Mathematiker
- Naber, Bernhard (1934–2018), österreichischer Ordensgeistlicher, Abt von Altenburg
- Naber, Carl Friedrich August (1796–1861), niederländischer Orgelbauer deutscher Herkunft
- Naber, Conrad (1922–2018), deutscher Unternehmer
- Naber, Gerhard (1928–2022), deutscher Wasserbauingenieur
- Naber, Gijs (* 1980), niederländischer Schauspieler
- Naber, Hanna (* 1971), deutsche Politikerin (SPD), MdL NiedersachsenHanna Naber (* 1971)

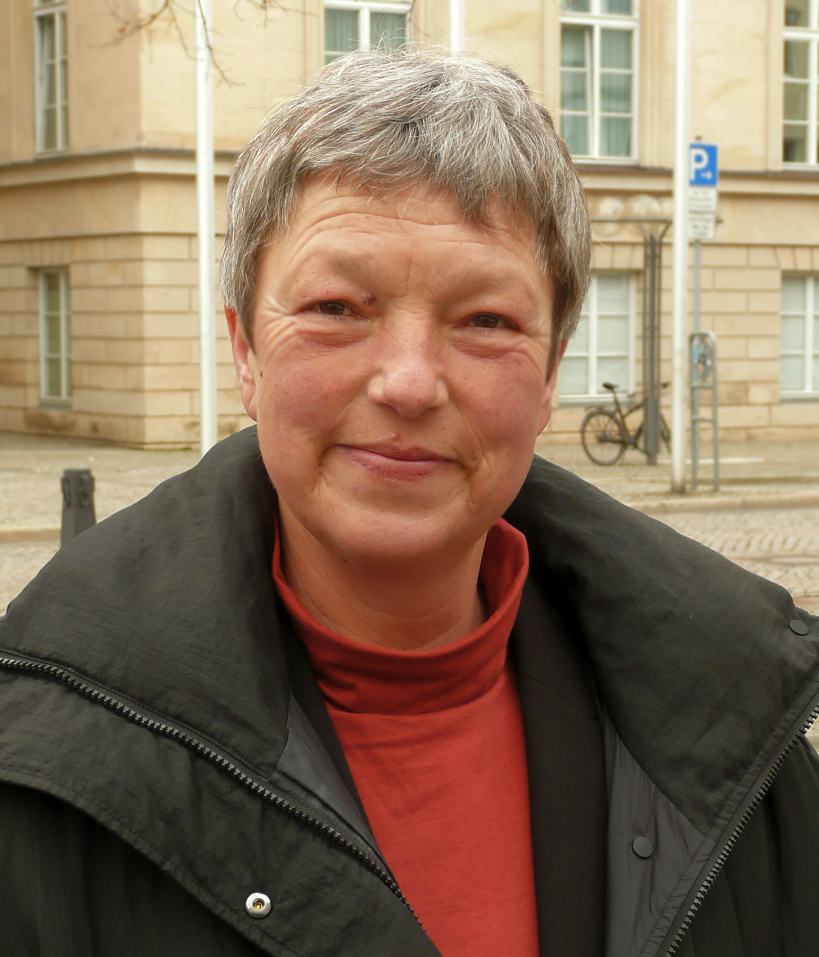
Hanna Naber (* 1971)

- Naber, Hermann (1933–2012), deutscher Hörspieldramaturg und -regisseur
- Naber, Ibrahim (* 1991), deutscher Journalist und Kriegsreporter
- Naber, Jean Charles (1858–1950), niederländischer Rechtswissenschaftler
- Naber, Johanna (1859–1941), niederländische Autorin, Feministin und die erste Historikerin der niederländischen Frauenbewegung
- Naber, Johannes (* 1971), deutscher Filmregisseur, Drehbuchautor und Kameramann
- Naber, John (* 1956), US-amerikanischer Schwimmer
- Naber, Kurt Günther (* 1941), deutscher Arzt und Wissenschaftler
- Naber, Omar (* 1981), slowenischer Popsänger
- Naber, Sabina (* 1965), österreichische Schauspielerin, Regisseurin und Autorin
- Naber, Samuel Adrianus (1828–1913), niederländischer Altphilologe
- Naberman, Tim (* 1999), niederländischer Radrennfahrer
- Nabers, Benjamin D. (1812–1878), US-amerikanischer Politiker
- Nabers, Dirk (* 1968), deutscher Politikwissenschaftler und Soziologe
- Nabers, Malik (* 2003), US-amerikanischer American-Football-SpielerMalik Nabers (* 2003)

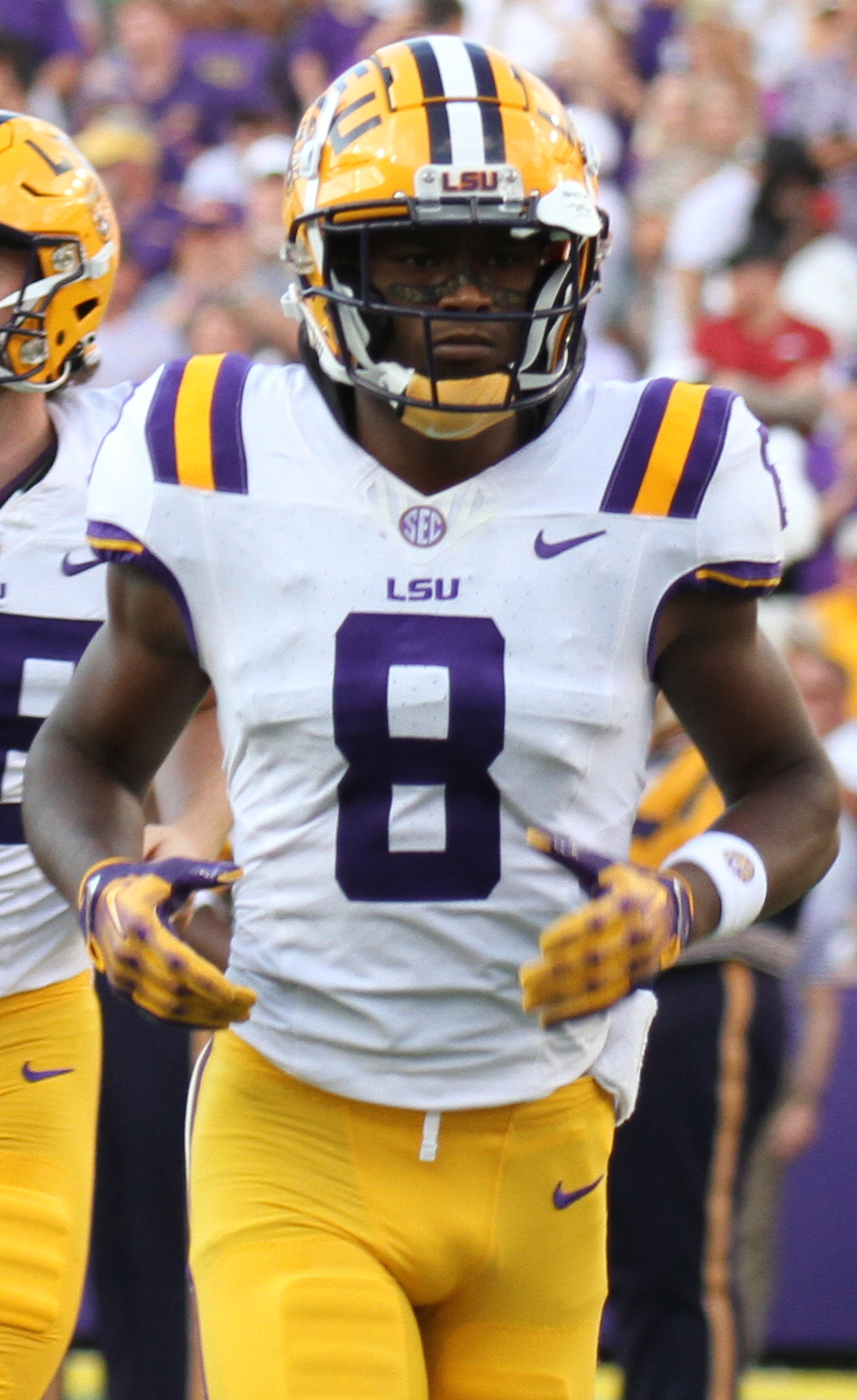
Malik Nabers (* 2003)

- Nabersberg, Karl (1908–1946), deutscher Jugendführer und Politiker (NSDAP)
- Nabert, Heinrich (1818–1890), deutscher Volksetymologe und Sprachforscher
- Nabert, Thomas (* 1962), deutscher Regionalhistoriker
- Nabert, Wilhelm (1830–1904), deutscher Landschaftsmaler der Düsseldorfer Schule
- Nabeshima, Naohiro (1846–1921), japanischer Militär und Beamter
- Nabeshima, Naomasa (1815–1871), japanischer Daimyō
- Nabeshima, Naotsugu (1912–1981), japanischer Politiker und Erforscher der Geschichte des japanischen Porzellans
- Nabeshima, Rina (* 1993), japanische Leichtathletin
- Nabeta, Atomu (* 1991), japanischer Fußballspieler
- Nabeta, Atsushi (* 2000), japanischer Fußballspieler

### Nabh
- Nabhan, Mohammed Faruq al- (* 1940), syrischer islamischer Rechtswissenschaftler und Hochschullehrer in Marokko
- Nabhan, Saleh Ali Saleh (1979–2009), kenianischer Anführer von al-Qaida in Somalia
- Nabhānī, Taqī ad-Dīn an- (1909–1977), Gründer der Hizb ut-TahrirTaqī ad-Dīn an-Nabhānī (1909–1977)

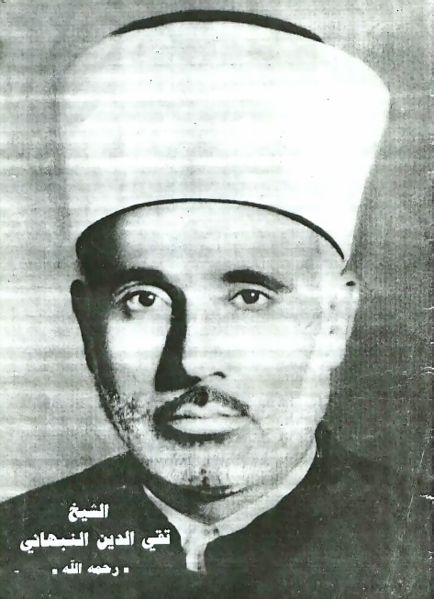
Taqī ad-Dīn an-Nabhānī (1909–1977)

- Nabholz, Andreas (1912–2005), Schweizer Veterinärmediziner
- Nabholz, Hans (1874–1961), Schweizer Lehrer, Historiker, Archivar und Politiker
- Nabholz, Katrin (* 1986), Schweizer Eishockeyspielerin
- Nabholz, Lili (* 1944), Schweizer Politikerin (FDP)
- Nabholz, Philipp Jakob (1782–1842), deutscher Pädagoge

### Nabi
- Nâbi (1642–1712), osmanischer Dichter
- Nabi, Heiki (* 1985), estnischer Ringer
- Nabi, Mohammad (* 1985), afghanischer Cricketspieler und Mannschaftskapitän der afghanischen Nationalmannschaft
- Nabi, Nasreddine (* 1965), tunesischer Fußballtrainer und ehemaliger Fußballspieler
- Nabi, Syed (* 1985), indischer Fußballspieler
- Nabi, Widad (* 1985), kurdisch-syrische Lyrikerin und Schriftstellerin
- Nabiam, Nuno Gomes (* 1966), guinea-bissauischer Politiker (APU-PDGB)
- Nabian, Herculano (* 2004), portugiesisch-guinea-bissauischer Fußballspieler
- Nabicht, Theo (* 1963), deutscher Holzbläser (Sopran-, Alt-, Tenorsaxophon, Bassklarinette, Kontrabassklarinette) und Komponist
- Nabielek, Rainer (1944–2021), deutscher Medizinhistoriker, Sexualwissenschaftler und Orientalist
- Nabigha adh-Dhubyani, an-, Dichter
- Nabiha (* 1980), dänische Singer-Songwriterin
- Nabijew, Rahmon (1930–1993), tadschikischer Politiker, Präsident TadschikistansRahmon Nabijew (1930–1993)

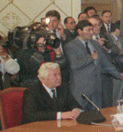
Rahmon Nabijew (1930–1993)

- Nabil, Oussama (* 1996), marokkanischer Mittelstreckenläufer
- Nabil-i-Akbar (1829–1892), iranischer Bahai
- Nabinger, Adam (1820–1907), bayerischer Beamter
- Nabinger, Rose (* 1948), deutsche Jazzsängerin und Funktionärin
- Nabinger, Stephanie (* 1967), deutsche Politikerin (Bündnis 90/Die Grünen), MdL
- Nabipour, Mousa (* 1983), iranischer Basketballspieler
- Nabipour, Nima (* 1981), dänischer Schauspieler und Rechtsanwalt
- Nabirye, Nashiba (* 1996), ugandische Leichtathletin
- Nabis († 192 v. Chr.), König von Sparta
- Nabisada, Mursal († 2023), afghanische Abgeordnete
- Nabiula, Palsons (1930–2005), philippinischer Schwimmer
- Nabiullin, Elmir Ramilewitsch (* 1995), russischer Fußballspieler
- Nabiullina, Elwira Sachipsadowna (* 1963), russische WirtschaftsministerinElwira Sachipsadowna Nabiullina (* 1963)

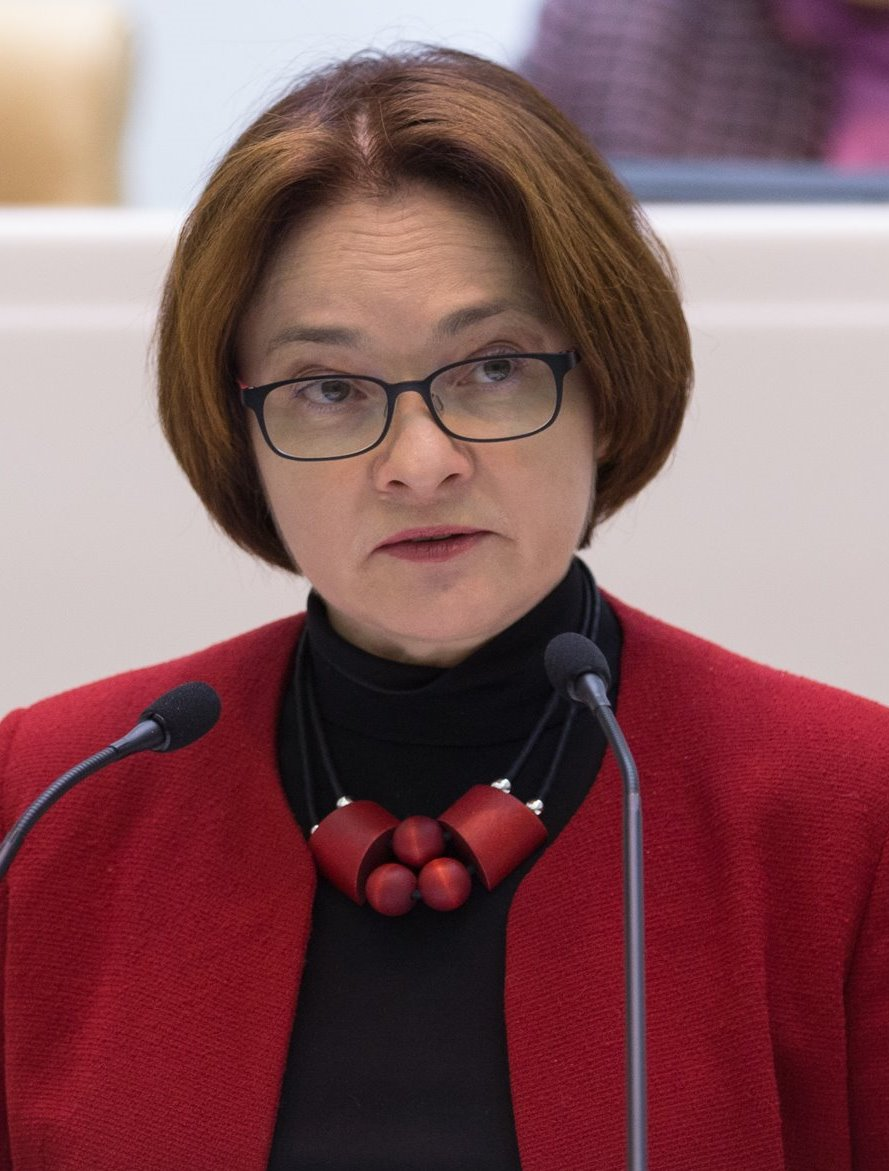
Elwira Sachipsadowna Nabiullina (* 1963)

- Nəbiyev, İlqar (* 1987), aserbaidschanischer Fußballspieler
- Nabizâde Nâzım (1862–1893), osmanischer Schriftsteller und Dichter
- Nabizadeh, Zahra (* 1983), iranische Leichtathletin

### Nabl
- Nabl, Franz (1883–1974), österreichischer Schriftsteller
- Nabl, Josef (1876–1953), österreichischer Physiker
- Nablas, Johannes (1560–1639), deutscher Benediktiner und Abt
- Nable, Matthew (* 1972), australischer Schauspieler, Autor und ehemaliger Rugby-League-Spieler

### Nabo
- Nabokau, Dsmitryj (* 1996), belarussischer Hochspringer
- Naboko, Sofja Iwanowna (1909–2005), russische Wissenschaftlerin
- Nabokov, Dmitri (1934–2012), US-amerikanischer Opernsänger (Bass) und Übersetzer
- Nabokov, Nicolas (1903–1978), US-amerikanischer Komponist
- Nabokov, Sergej (1900–1945), russischer Übersetzer
- Nabokov, Véra (1902–1991), russisch-US-amerikanische Lektorin, Übersetzerin, Sekretärin und Ehefrau von Vladimir Nabokov
- Nabokov, Vladimir (1899–1977), russisch-amerikanischer SchriftstellerVladimir Nabokov (1899–1977)

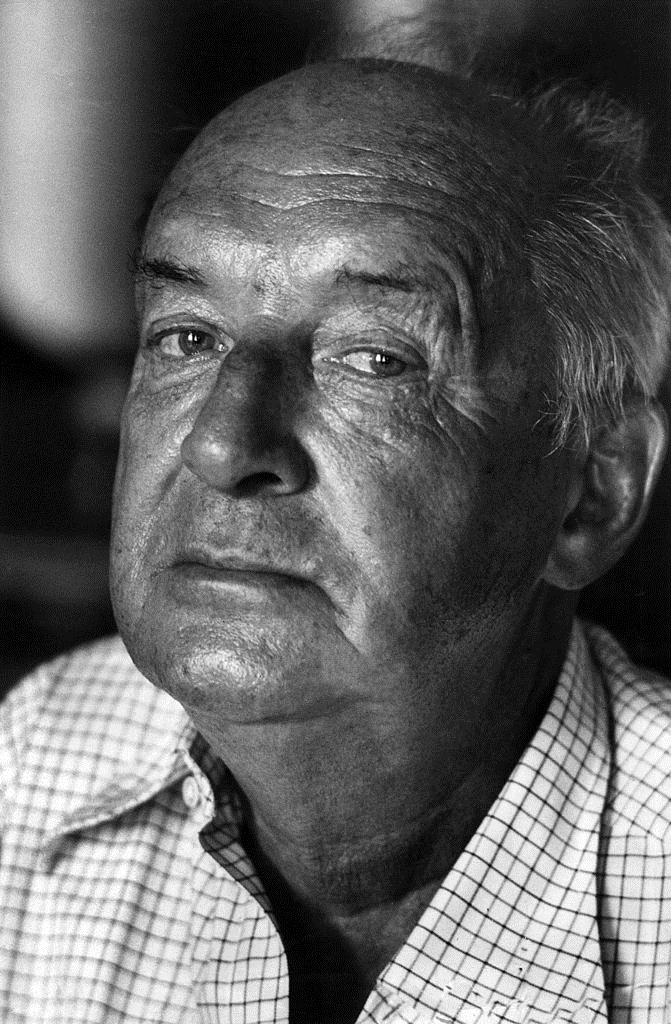
Vladimir Nabokov (1899–1977)

- Nabokow, Jewgeni Wiktorowitsch (* 1975), russisch-kasachischer Eishockeytorwart, -trainer und -scout
- Nabokow, Wladimir Dmitrijewitsch (1870–1922), russischer Jurist, Publizist und Politiker
- Nabokowa, Wera (* 1929), sowjetische Speerwerferin
- Nabonid, König des neubabylonischen Reiches
- Nabonnand, Gilbert (1828–1903), französischer Rosenzüchter
- Nabopolassar († 605 v. Chr.), Begründer und erste König des neubabylonischen Reiches
- Nabor, christlicher Märtyrer und katholischer Heiliger
- Naborowski, Daniel (1573–1640), polnischer Schriftsteller
- Nabors, Jim (1930–2017), US-amerikanischer Schauspieler, Sänger und Komiker
- Nabors, Murray W. (* 1943), US-amerikanischer Botaniker, Hochschullehrer und Autor
- Nabot, Person im Alten Testament
- Nabot, Elie (* 1997), französischer Telemarker
- Naboth, Valentin (1523–1593), deutscher Mathematiker, Astronom, Astrologe und Hochschullehrer
- Nabouhane, Ben (* 1989), französisch-komorischer Fußballspieler

### Nabr
- Nabrings, Arie (* 1952), deutscher Archivar und Historiker
- Nabrit, James M. III (1932–2013), amerikanischer Rechtsanwalt und Bürgerrechtler
- Nabrotzki, Jürgen (* 1954), deutscher Fußballspieler
- Nabruzzi, Ludovico (1846–1920), italienischer sozialistischer Agitator, Mitglied der Internationalen Arbeiterassoziation

### Nabt
- Nabt, Sängersklavin und Konkubine

### Nabu
- Nabu, Else, deutsche Sängerin und Schauspielerin
- Nabû-balātsu-iqbi, Sohn des Nebukadnezar II.
- Nabû-kudurrī-uṣur I. († 1104 v. Chr.), König von Babylon (1126–1104 v. Chr.)
- Nabū-kudurrī-uṣur II. († 562 v. Chr.), König von Babylon (604 v. Chr.–562 v. Chr.)Nabū-kudurrī-uṣur II. († 562 v. Chr.)

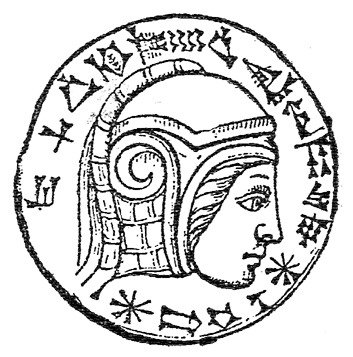
Nabū-kudurrī-uṣur II. († 562 v. Chr.)

- Nabu-kudurri-usur III. († 522 v. Chr.), König von Babylon (522 v. Chr.)
- Nabu-kudurri-usur IV. († 521 v. Chr.), König von Babylon (521 v. Chr.)Nabu-kudurri-usur IV. († 521 v. Chr.)

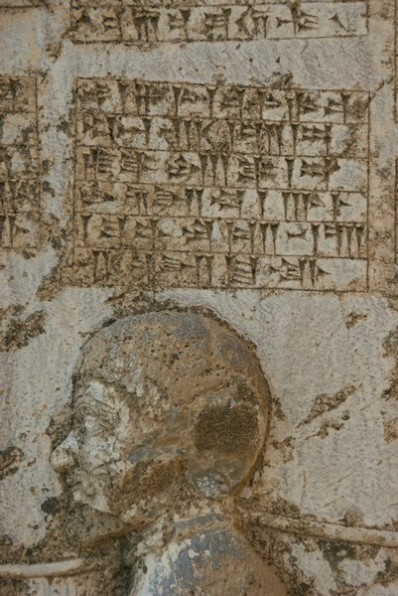
Nabu-kudurri-usur IV. († 521 v. Chr.)

- Nabû-mukīn-zēri, babylonischer König
- Nabû-nādin-zēri, babylonischer König
- Nabû-naṣir († 733 v. Chr.), König von Babylonien
- Nabu-rimanni, chaldäischer oder babylonischer Astronom der Antike
- Nabû-šarrūssu-ukīn, Hofbeamter im Neubabylonischen Reich
- Nabû-šuma-iškun, König von Babylonien
- Nabu-šuma-iškun, Sohn des babylonischen Königs Marduk-apla-iddina II.
- Nabû-šuma-ukīn II., babylonischer König
- Nabuco, Joaquim (1849–1910), brasilianischer Politiker, Diplomat, Historiker, Jurist und Journalist
- Nabulsi, Farah (* 1978), britisch-palästinensische Filmemacherin und Menschenrechtsaktivistin
- Nābulusī, Sulaimān an- († 1976), jordanischer Politiker und Premierminister
- Nabunome, Eduardus (1968–2020), indonesischer Leichtathlet
- Nabus, Mohammed (1983–2011), libyscher Journalist

### Nabw
- Nabwana, Isaac (* 1973), ugandischer Regisseur
- Nabwire Omondi, Doreen (* 1987), kenianische Fußballspielerin